# Q2K
| Оценки критиков    | Оценки критиков |
| Источник           | Оценка          |
| ------------------ | --------------- |
| AllMusic           | [ 1 ]           |
| Q                  | [ 2 ]           |
| PopMatters         | [ 3 ]           |
| Sea of Tranquility | [ 4 ]           |

Q2K — седьмой студийный альбом группы Queensrÿche, вышедший 14 сентября 1999 года. Это единственный альбом, записанный с гитаристом Келли Грэем, который заменил Криса ДеГармо. Композиция «Breakdown» была выпущена как первый сингл из альбома.
Лейбл Rhino Entertainment приобрёл права у Atlantic Records и переиздал альбом 29 августа 2006 года с четырьмя бонус-треками. В Канаде альбом был выпущен лейблом Anthem Records.
Композиции «Discipline» и «Monologue», записанные для этого альбома, до сих пор остались неизданными.

## Список композиций
| №   | Название                    | Длительность |
| --- | --------------------------- | ------------ |
| 1.  | «Falling Down»              | 4:28         |
| 2.  | «Sacred Ground»             | 4:12         |
| 3.  | «One Life»                  | 4:48         |
| 4.  | «When the Rain Comes...»    | 5:05         |
| 5.  | «How Could I?»              | 3:44         |
| 6.  | «Beside You»                | 5:14         |
| 7.  | «Liquid Sky»                | 4:53         |
| 8.  | «Breakdown»                 | 4:11         |
| 9.  | «Burning Man»               | 3:42         |
| 10. | «Wot Kinda Man»             | 3:15         |
| 11. | «The Right Side of My Mind» | 5:51         |

| №   | Название                 | Длительность |
| --- | ------------------------ | ------------ |
| 12. | «Until There Was You»    | 4:06         |
| 13. | «Howl»                   | 4:05         |
| 14. | «Sacred Ground» (live)   | 4:23         |
| 15. | «Breakdown» (radio edit) | 3:11         |

## Участники записи
- Джефф Тейт — вокал
- Келли Грэй — гитара
- Майкл Уилтон — гитара
- Эдди Джексон — бас-гитара
- Скотт Рокенфилд — ударные

## Позиции в чартах
| Год  | Чарт                          | Позиция |
| ---- | ----------------------------- | ------- |
| 1999 | German Albums Chart           | 21      |
| 1999 | Billboard 200 (U.S.)          | 46      |
| 1999 | Swedish Albums Chart          | 60      |
| 1999 | Oricon Japanese Albums Charts | 65      |
| 1999 | Dutch Albums Chart            | 67      |

| Год  | Название    | Чарт                       | Позиция |
| ---- | ----------- | -------------------------- | ------- |
| 1999 | «Breakdown» | Hot Mainstream Rock Tracks | 27      |